# Ashes Tour 1990/91
Die Ashes Tour 1990/91 war die Tour der englischen Cricket-Nationalmannschaft, die die 56. Austragung der Ashes beinhaltete, und wurde zwischen dem 23. November 1990 und 5. Februar 1991 durchgeführt. Die Ashes Series 1990/91 selbst wurde in Form von fünf Testspielen zwischen Australien und England ausgetragen. Austragungsorte waren jeweils australische Stadien. Die Tour beinhaltete neben der Testserie eine Reihe weiterer Spiele zwischen den beiden Mannschaften im Winter 1990/91. Die Testserie wurde von Australien mit 3–0 gewonnen.

## Vorgeschichte
Für beide Mannschaften war es die erste Tour der Saison. Parallel zu der Test-Serie fand mit der Benson & Hedges World Series 1990/91 ein Drei-Nationen-Turnier zusammen mit Neuseeland statt.
Das letzte Aufeinandertreffen der beiden Mannschaften bei einer Tour fand in der Saison 1989 in England statt.

## Stadien
Die folgenden Stadien wurden für die Tour als Austragungsort vorgesehen.
| Stadion                  | Stadt     | Kapazität | Spiele  |
| ------------------------ | --------- | --------- | ------- |
| Adelaide Oval            | Adelaide  | 53.583    | 4. Test |
| The Gabba                | Brisbane  | 42.000    | 1. Test |
| Melbourne Cricket Ground | Melbourne | 100.024   | 2. Test |
| WACA Ground              | Perth     | 20.000    | 5. Test |
| Sydney Cricket Ground    | Sydney    | 48.000    | 3. Test |

## Kaderlisten
Die folgenden Kader wurden von den Mannschaften benannt.
| Test | Test |
| Australien | England |
| --- | --- |
| - Terry Alderman - David Boon - Allan Border - Ian Healy - Merv Hughes - Dean Jones - Geoff Marsh - Greg Matthews - Craig McDermott - Carl Rackemann - Bruce Reid - Mark Taylor - Mark Waugh - Steve Waugh | - Mike Atherton - Phil DeFreitas - Angus Fraser - Graham Gooch - David Gower - Eddie Hemmings - Allan Lamb - Wayne Larkins - Chris Lewis - Devon Malcolm - Phil Newport - Jack Russell - Gladstone Small - Mike Smith - Alec Stewart - Phil Tufnell |

## Tour Matches
| 25. Oktober Scorecard | Perth (LH) | WACA President’s XI 205-7 (47/47) | – | England XI 206-4 (40/47) |
|                       |            | England XI gewinnt mit 6 Wickets  |   |                          |

| 30. Oktober Scorecard | Perth | England XI 180 (49.2)                               | – | Western Australia Combined XI 181-7 (48.3) |
|                       |       | Western Australia Combined XI gewinnt mit 3 Wickets |   |                                            |

| 2. – 5. November Scorecard | Perth | Western Australia 289 (85.1) & 329-4d (104) | – | England XI 246 (78.4) & 222-9 (83) |
|                            |       | Remis                                       |   |                                    |

| 9. – 12. November Scorecard | Adelaide | South Australia 431-6d (132.4) & 112-4 (33) | – | England XI 217 (74.1) & 325 (118) (f/o) |
|                             |          | South Australia gewinnt mit 6 Wickets       |   |                                         |

| 14. November Scorecard | Hobart | Tasmanien 173-6 (50)             | – | England XI 175-2 (46) |
|                        |        | England XI gewinnt mit 8 Wickets |   |                       |

| 16. – 19. November Scorecard | Hobart | England XI 340 (96) & 192-4d (40.2) | – | Australia XI 192 (68.1) & 214-6 (57) |
|                              |        | Remis                               |   |                                      |

| 20. – 23. Dezember Scorecard | Melbourne | Victoria 441-7d (123) & 215-7d (64) | – | England XI 353-6d (94.5) & 204-7 (71) |
|                              |           | Remis                               |   |                                       |

| 13. – 16. Januar Scorecard | Albury | England XI 164 (62.1) & 235 (84.4)    | – | New South Wales 321 (124.3) & 79-4 (39.5) |
|                            |        | New South Wales gewinnt mit 6 Wickets |   |                                           |

| 19. – 22. Januar Scorecard | Carrara | Queensland 286 (83.3) & 175 (60.2) | – | England XI 430 (134.1) & 32-0 (12.3) |
|                            |         | England XI gewinnt mit 10 Wickets  |   |                                      |

## Tests

### Erster Test in Brisbane
| 23. – 25. November Scorecard | Brisbane | England 194 (78) & 114 (53.1)     | – | Australien 152 (63) & 157-0 (46) |
|                              |          | Australien gewinnt mit 10 Wickets |   |                                  |

### Zweiter Test in Melbourne
| 26. – 30. Dezember Scorecard | Melbourne | England 352 (131.4) & 150 (73)   | – | Australien 306 (112.5) & 197-2 (86) |
|                              |           | Australien gewinnt mit 8 Wickets |   |                                     |

### Dritter Test in Sydney
| 4. – 8. Januar Scorecard | Sydney | Australien 518 (157) & 205 (89) | – | England 469-8d (172.1) & 113-4 (25) |
|                          |        | Remis                           |   |                                     |

### Vierter Test in Adelaide
| 25. – 29. Januar Scorecard | Adelaide | Australien 386 (135.2) & 314-6d (104) | – | England 229 (81.3) & 335-5 (96) |
|                            |          | Remis                                 |   |                                 |

### Fünfter Test in Perth
| 1. – 5. Februar Scorecard | Perth | England 244 (66.4) & 182 (61.3)  | – | Australien 307 (90.5) & 120-1 (31.2) |
|                           |       | Australien gewinnt mit 9 Wickets |   |                                      |